# Kruchówka
Kruchówka, Kruhówka (biał. Кругоўка, Kruhouka; ros. Круговка, Krugowka) – dawna wieś na Białorusi, w obwodzie homelskim, w rejonie dobruskim, położona nad rzeką Oczesą, około 25 km na północny wschód od Dobruszu.
Wieś została oficjalnie zlikwidowana w 2008 roku.